# جاستن جونسون
جاستن جونسون (بالإنجليزية: Justin Johnson)‏ هو لاعب هوكي الجليد أمريكي، ولد في 5 مايو 1981 في أنكوريج في الولايات المتحدة.

## وصلات خارجية
- جاستن جونسون على موقع دوري الهوكي الوطني (الإنجليزية)
- جاستن جونسون على موقع EliteProspects.com (الإنجليزية)
- جاستن جونسون على موقع HockeyDB.com (الإنجليزية)
- جاستن جونسون على موقع Hockey-Reference.com (الإنجليزية)